# Алекса Ивић
Алекса Ивић (Буђановци, 23. децембар 1881 — Београд, 23. новембар 1948) био је српски историчар и универзитетски професор.

## Биографија
Историју и славистику студирао у Бечу код познатих стручњака Ватрослава Јагића и Константина Јиречека. Докторирао 1905. године. По завршетку студија остао је у Бечу пет година.
Године 1910. изабран је за заступника (посланика) у Хрватском сабору, те исте године одлази у Загреб. Од 1912. године ради у Земаљском архиву у Загребу.
После Првог светског рата предаје југословенску дипломатску и политичку историју на Правном факултету у Суботици, који је у то време био испостава Правног факултета Универзитета у Београду..
Био је предан архивски истраживач и историчар Срба у Хабзбуршкој монархији. Издао је доста грађе везане за Србе из бечких архива. Најзначајније му је дело Историја Срба у Војводини, објављено 1929. године.
У Удружењу за културу, уметност и међународну сарадњу „Адлигат” налазе се два писма и једна дописница коју је Алекса Ивић упутио Јоци Вујићу.
Његов син је лингвиста Павле Ивић.

## Одабрана дела
Написао је неколико стотина чланака и бележака на тему националне историје у бројним листовима.
- Ивић, Алекса (1905). „Кад је и од кога је Стјепан Вукчић добио титулу "Херцег од св. Саве"?”. Летопис Матице српске. 230 (2): 80—94.
- Ivić, Aleksa (1907). „Dolazak uskoka u Žumberak”. Vjesnik kr. hrvatsko-slavonsko-dalmatinskoga Zemaljskoga arkiva. 9: 115—147.
- Ивић, Алекса (1909). Сеоба Срба у Хрватску и Славонију: Прилог испитивању српске прошлости током 16. и 17. века. Сремски Карловци: Српска манастирска штампарија.
- Ивић, Алекса (1910). Споменици Срба у Угарској, Хрватској и Славонији током XVI и XVII столећа. Нови Сад: Матица српска.
- Ивић, Алекса (1910). Стари српски печати и грбови: Прилог српској сфрагистици и хералдици. Нови Сад: Матица српска.
- Ивић, Алекса (1914). Историја Срба у Угарској од пада Смедерева до сеобе под Чарнојевићем (1459-1690). Загреб: Привредникова књижара и штампарија.
- Ivić, Aleksa (1916). „Prilozi za povijest Hrvatske i Slavonije u XVI. i XVII. vijeku”. Starine JAZU. 35: 295—374.
- Ivić, Aleksa (1916). „Iz istorije crkve hrvatsko-slavonskih Srba tokom XVII. veka”. Vjesnik kr. hrvatsko-slavonsko-dalmatinskoga Zemaljskog arkiva. 18: 88—167.
- Ивић, Алекса (1917). „Аустрија према устанку Срба под Милошем Обреновићем (Од марта до децембра 1815. године)”. Vjesnik kr. hrvatsko-slavonsko-dalmatinskoga Zemaljskog arkiva. 19: 137—160.
- Ивић, Алекса (1918). „О првој српској сеоби у Жумберак (1530-1535)”. Vjesnik kr. hrvatsko-slavonsko-dalmatinskoga Zemaljskog arkiva. 20: 245—279.
- Ивић, Алекса (1919). Родословне таблице српских династија и властеле (1. изд.). Загреб: Земаљска тискара.
  - Ивић, Алекса (1923) [1919]. Родословне таблице српских династија и властеле (2. доп. изд.). Београд: Цвијановић.
  - Ивић, Алекса (1928) [1919]. Родословне таблице српских династија и властеле (3. доп. изд.). Нови Сад: Матица српска.
- Ивић, Алекса (1922). О српском и хрватском имену. Београд: Цвијановић.
- Ивић, Алекса (1922). „Досељавање Срба у Славонију током XVI столећа”. Гласник Географског друштва. 7—8: 90—112.
- Ивић, Алекса (1922). „Грађа за српску историјску географију”. Гласник Географског друштва. 7—8: 197—207.
- Ивић, Алекса (1922). „Грађа за историјску географију српске цркве”. Гласник Географског друштва. 7—8: 207—218.
- Ивић, Алекса (1923). „Из прошлости Срба Жумберчана”. Споменик СКА. 58: 1—103.
- Ивић, Алекса (1923). „Миграције Срба у Хрватску током 16., 17. и 18. столећа”. Српски етнографски зборник. 28: 1—158.
- Ивић, Алекса (1923). „Марчанска епископија од Симеона Вретање до Гаврила Предојевића (1609-1642)”. Браство. 17: 156—165.
- Ивић, Алекса (1924). „Марчанска епископија од Гаврила Предојевића до Гаврила Мијакића (1642-1660)”. Браство. 18: 86—100.
- Ивић, Алекса (1925). „Марчанска епископија од 1662 до 1670”. Браство. 19: 196—216.
- Ивић, Алекса (1926). „Марчанска епископија: Трагедија епископа Мијакића и његових калуђера”. Браство. 20: 68—82.
- Ивић, Алекса (1926). „Миграције Срба у Славонију током 16., 17. и 18. столећа”. Српски етнографски зборник. 36: 1—228.
- Ивић, Алекса (1926). Из доба Карађорђа и сина му кнеза Александра. Београд: Издавачка књижарница Геце Кона.
- Ивић, Алекса (1929). Историја Срба у Војводини од најстаријих времена до оснивања потиско-поморишке границе (1703). Нови Сад: Матица српска.